# Laguna de Cameros
Laguna de Cameros és un municipi situat en la comarca del Camero Viejo, de La Rioja (Espanya). El 2023 tenia 115 habitants.